# Brevimetopia chusquea
Brevimetopia chusquea är en insektsart som beskrevs av Carolina Godoy 2005. Brevimetopia chusquea ingår i släktet Brevimetopia och familjen dvärgstritar. Inga underarter finns listade i Catalogue of Life.